# Liu-bo
Liu-bo is een Italiaanse vechtkunst die haar oorsprong in Sicilië heeft. 

## Oorsprongen
De oude kunst van de paranza, dat van behandeling de stok aan te vallen of om zich te verdedigen, werd in Sicilië eeuwenlang van vader op zoon doorgegeven. Vele herders waren meesters van deze discipline, en vaak werden zij uitgedaagd tot een duel om kwesties van eer op te lossen. In de laatste jaren zijn de regels gecodificeerd en deze sport is modieus geworden en door CSEN (Nationaal Educatief Sportcentrum) erkend. 

## De stok
De stok wordt gemaakt van hout van olijf, van zure sinaasappel of van lijsterbes. Als basis van verschillende technieken wordt hij in een of in beide handen gehouden.